# برقية الفلكي
برقية الفلكي (بالإنجليزية: The Astronomer's Telegram)‏ ويُدعى اختصارًا (ATel) هي خدمة نشر إخطار قصير على الإنترنت لنشر المعلومات بسرعة على الملاحظات الفلكية الجديدة. وتشمل أمثلة ذلك، انفجارات أشعة جاما، أو المستعرات أو الأشعة السينية العابرة، ولكن لا توجد قيود على محتوى المادة. كما هو متاح على الفور على موقع الخدمة وتوزع على المشتركين عبر البريد الإلكتروني خلال 24 ساعة.
أُطلقَت برقية الفلكي في 17 ديسمبر 1997 بواسطة روبرت إ. راتليدج بهدف سرعة (<1 ثانية) تقاسم المعلومات التي تهم علماء الفلك. يتم إرسال البرقيات يوميًا عبر البريد الإلكتروني، ولكن يمكن إرسال الأحداث الحساسة على وجه الخصوص على الفور. منذ عام 2013، يتم بث المعلومات أيضًا عبر تويتر وفيسبوك.
للنشر، طلب علماء الفلك بيانات الاعتماد. يتم إصدار أوراق الاعتماد لعلماء الفلك المحترفين وطلاب الدراسات العليا، بعد التحقق عن طريق الاتصال الشخصي. بمجرد أن يتم تزويد أوراق الاعتماد وبرقياتها، يمكن للفلكيين نشر برقيات مباشرة، دون مزيد من التحرير.
اعتبارًا من أبريل 2018، تم نشر أكثر من 11500 برقية.

## التاريخ
أثناء العمل في معهد ماكس بلانك لفيزياء الفضاء الخارجي في غارشينج، بدأ بوب روتليدج الموقع بعد تجربته في استخدام الويب في 1995-6 كمساعد في اكتشاف وتوصيف (من قبل العديد من العلماء الذين يعملون بشكل غير رسمي وتعاوني) من انفجار بولسار، GRO J1744-28. بدأت العمليات بشكل جدي في قسم علم الفلك في جامعة كاليفورنيا في بيركلي حيث كان رتليدج باحثًا ما بعد الدكتوراه زائرًا مع البروفيسور لارس بيلدستين.
تَلقت خدمة برقية الفلكي اهتمامًا عالميًا بعد 20 مارس 2018 وذلك عندما قدم بيتر دونسبي تقريرًا عن «عابرٍ ضوئي شديد السطوع بالقرب من سديم تريفيد وسديم البحيرة»، ولكن بعدَ 40 دقيقة، اعتذر مرةً أخرى، قائِلًا أنهُ حُددَ بأنَّ العابر المقصود هوَ "المريخ"، على أثر ذلك وعلى سبيل الهَزل (أو المزاح) أظهر مُحررو برقية الفلكي بأنَّ بيتر دونسبي هو مُكتشف المريخ.
في وقت لاحق وصف دنسبي الحادثة إلى مجلة نيوزويك بأنها «خطأ صادق نابع ببساطة من عدم التحقق مما كان في إطار الكاميرا، خلال جلسة تصوير فوتوغرافي آلي وآثار ضئيلة جدًا في مخطط الأشياء. العالم بحاجة إلى الابتسام أكثر، وهذا شيء جيد خرج من هذه الحلقة».

## العمليات الحالية
برقية الفلكي حاليًا لديها رئيس تحرير، محرر ومحرر مشارك. خدمة ATel مجانية، سواء للناشرين أو لقراء البرقيات. يذكّر محررو التلجرام الفلكي المستخدمين بالإبلاغ عن اكتشافات المستعرات الأعظمية أو المذنبات إلى المكتب المركزي الدولي للبرقيات الفلكية.

## روابط خارجية
- الموقع الرسمي